# Авария Ил-62 в аэропорту Маган
Авария Ил-62 в аэропорту Маган — авиационная авария, произошедшая в день среды 21 ноября 1990 года в аэропорту Маган. Авиалайнер Ил-62 предприятия «Аэрофлот» завершал регулярный внутренний рейс SU-95 по маршруту Москва — Якутск, но при заходе на посадку в аэропорту Якутск лайнер из-за сложных погодных условий ушёл на запасной аэропорт в Маган. При посадке лайнер выкатился за пределы ВПП и разрушился. Никто из 189 человек — 179 пассажиров и 10 членов экипажа не погиб, ранения получили 12 человек.

## Сведения о самолёте
Ил-62 с бортовым номером 86613 (заводской — 51901, серийный — 19-01) был выпущен Казанским авиазаводом в феврале 1975 года и передан МГА СССР, которое 25 марта направило его в 235-й Отдельный Правительственный авиаотряд. 22 июля 1976 года его перевели в Домодедовский авиаотряд Московского Территориального Управления гражданской авиации.

## Авария
Самолёт должен был выполнять пассажирский рейс 95 из Москвы в Якутск, однако аэропорт Якутска был закрыт по метеоусловиям, так как в нём стоял морозный туман. В связи с этим рейсы направлялись в региональный аэропорт Маган, чья грунтовая взлётно-посадочная полоса длиной 3440 метров в зимнее время укреплялась льдом и снегом, чтобы была возможность принимать большие самолёты. В 00:58 МСК рейс SU-95 со 179 пассажирами и 10 членами экипажа наконец вылетел из Московского аэропорта Домодедово, а рейс выполнял Ил-62 борт СССР-86613, летящий из Москвы в Якутск. Пилотировал его экипаж из 1-го лётного отряда состоял из 5 человек во главе с командиром — пилотом 1 класса А. С. Гонопольским, а в салоне работали 5 бортпроводников.  Всего на его борту находились 189 человек: 179 пассажиров (включая 10 детей) и 10 членов экипажа.
В 06:45 МСК (12:45 местного времени)в простых метеоусловиях авиалайнер начал выполнять посадку в аэропорту Маган. Но так как экипаж не был подготовлен к посадке на заснеженную грунтовую полосу, то пролетел её торец на высоте 22 метра, то есть значительно выше установленной. Тогда экипаж увеличил вертикальную скорость до 2 м/с и в 1647 метрах от входного торца полосы приземлился на скорости 262 км/ч и с перегрузкой 1,2g. Такой перелёт был связан с тем, что режим двигателей был снижен до малого газа только перед касанием. После касания самолёт ещё 570 метров промчался с поднятой передней стойкой шасси. Как только она коснулась земли (2215 метров от начала полосы), экипаж тут же начал выпускать спойлеры, которые полностью выпустились ещё через сотню метров, после чего экипаж только приступил к торможению. Поняв, что в пределах полосы авиалайнер остановиться не успеет, в 47 метрах от конца полосы экипаж выключил двигатели, чтобы при разрушении избежать пожара.
Ил-62 выкатился за пределы взлётно-посадочной полосы и на расстоянии около четырёх сотен метров выехал на склон заснеженного оврага, покрытого мелколесьем и начал разрушаться. Проехав так около сотни метров, авиалайнер наконец остановился в 538 метрах от полосы. В результате происшествия все три стойки шасси были сломаны, разрушена механизация крыла и частично само крыло и фюзеляж. Штурман и 3 пассажира получили средние телесные повреждения, два бортпроводника и 6 пассажиров — незначительные.

## Последствия
После данного происшествия был запрещён приём в аэропорту Маган воздушных судов 1-го и 2-го классов.